# Joseph Keppler

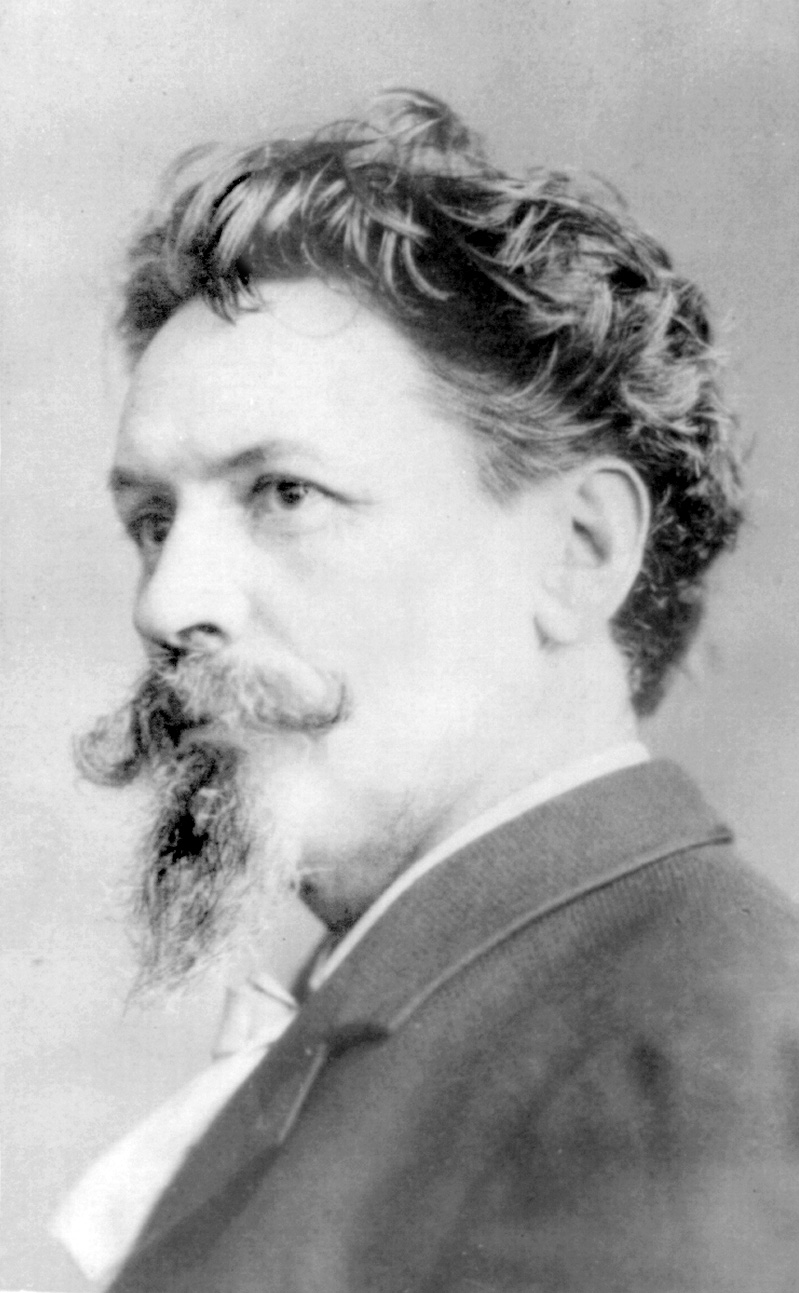
Joseph Keppler (1880)

Joseph Ferdinand Keppler (* 1. Februar 1838 in Wien; † 19. Februar 1894 in New York) war ein österreichischer Karikaturist, der in den Vereinigten Staaten tätig war.
Er studierte Malerei an der Akademie der Bildenden Künste Wien. Nach dem Studium lieferte er Karikaturen an die Wiener Satirezeitschrift Kikeriki. Er schloss sich als Bühnenmaler und später als Komiker einer Theatertruppe an und reiste mit ihr in Tirol und Italien. Er war auch als Gemälderestaurator tätig. 1864 heiratete er die Wiener Schauspielerin Minna Rubens.
Sein Vater, der 1848 in die Vereinigten Staaten gelangt war, hatte sich als Besitzer eines Ladens in einer kleinen Stadt im Norden von Missouri etabliert. Der junge Keppler und seine Frau, die optimistische Berichte aus Amerika hörten, beschlossen auszuwandern.
Nach einem Besuch bei seinem Vater machte sich Keppler 1867 auf den Weg nach St. Louis und erneuerte seine Karriere als Schauspieler. 1869 half er beim Start der deutsch-amerikanischen Wochenzeitung Die Vehme, Illustriertes Wochenblatt für Scherz und Ernst, die ein Jahr lang erschien. Im März 1871 gab er die Wochenzeitung Puck heraus, die bis August 1872 erschien.
Nach dem Tod seiner Ehefrau 1870 heiratete Keppler 1871 Pauline Pfau und wurde Vater von drei Kindern: Udo, Irma und Olga. Im Herbst 1872 zog er mit seiner Familie nach New York City und arbeitete bald für den Verlag von Frank Leslie. Ab 1874 trug er politische Karikaturen zu Frank Leslie’s Illustrated Newspaper bei.
Im September 1876 erneuerte er zusammen mit Frank Leslies Mitarbeiter Adolph Schwarzmann Puck für das deutsch-amerikanische Publikum in New York und führte im folgenden Jahr eine englischsprachige Version ein. Im Jahre 1893 gab Keppler sechs Monate lang eine Puck-Sonderausgabe auf dem Gelände der World’s Columbian Exposition in Chicago heraus. Im folgenden Jahr starb er in New York.
Sein Sohn Udo Keppler (1872–1956) wurde ebenfalls Karikaturist und Herausgeber von Puck. Er änderte seinen Namen auf „Joseph Keppler Jr.“